# Jerzy Mnich
Jerzy Mnich również Jerzy Hamartolos (Grzesznik), Jerzy Monachos (gr.: Γεώργιος Μοναχος, Georgios Monachos, zm. po 867) – mnich bizantyński, autor Zwięzłej kroniki.

## Osoba
Jerzy Mnich żył w połowie IX wieku. Jego życie jest zupełnie nieznane. Niektóre rękopisy nazywają go „Harmatolosem” (Grzesznikiem). Pisaną przez siebie kronikę doprowadził do 867 roku, stąd wnioskuje się, że zmarł po tej dacie.

## Dzieło
Jerzy Mnich jest autorem Zwięzłej kroniki (Chronikòn sýntomon) w czterech księgach, napisanej za panowania Michała III (842-867) i skończonej po jego śmierci.
Jego dzieło obejmuje czasy od stworzenia świata do objęcia władzy przez Bazylego I. Narracja urywa się jednak na objęciu rządów przez cesarzową Teodorę w 842 roku. Autor zaznacza we wstępie, że wybrał z kronik dawnych i sobie współczesnych to, co najbardziej pożyteczne i budujące dla czytelnika. Lepiej bełkotać prawdę – pisze – niż kłamać w języku Platona.
Księga pierwsza obejmuje okres od Adama do Aleksandra Wielkiego i zawiera informacje o Chaldejczykach, Persach, Rzymianach, Hindusach, mitycznych amazonkach. Księga druga przedstawia dzieje biblijne, poczynając znowu od Adama i doprowadza opowieść do czasów rzymskich, dodając ekskursy o Platonie czy pogańskiej idolatrii. Trzecia przedstawia dzieje rzymskie od Cezara do Konstantyna Wielkiego, czwarta – od Konstantyna Wielkiego do 842 roku. Kronika poucza czytelników o początkach bałwochwalstwa, mitologii starożytnych Greków, bezdrożach pogaństwa, religii Saracenów, życiu monastycznym, początkach herezji ikonoklastycznej. Autor chętnie stosuje dygresję, często cytuje Ojców Kościoła. Władców ocenia pod kątem ich pobożności i stosunku do Kościoła.
Ostatnia część Kroniki obejmująca lata 813-842, różni się od reszty dzieła. Wydaje się, że została napisana samodzielnie w oparciu o współczesne dokumenty i stanowi jedyne źródło bizantyńskie do tego okresu dziejów.

## Źródła i wpływ
Opisując dzieje rzymskie do czasów Dioklecjana, Jerzy Mnich korzystał z nieznanych źródeł, które wykorzystali również Jerzy Kedren i Jan Zonaras. Dzieło swoje oparł w głównej mierze na Kronice Teofana Wyznawcy, korzystał też z Kroniki Malalasa, Historii Kościoła Teodora Anagnosty, Zwięzłego zarysu historii Nicefora Patriarchy i jego Argumentów i kontrargumentów.
Z Kroniki Mnicha korzystali z kolei Konstantyn Porfirogeneta, Księga Suda, Pseudo-Symeon i Jan Zonaras. Plastyczny język Jerzego Mnicha, lekki styl i potoczny, w pełni zrozumiały język sprawiły, że Zwięzła kronika w krótkim czasie stała się ulubioną lekturą mnichów i ludzi świeckich. Traktowana jako rodzaj podręcznika, była często przepisywana i uzupełniana. Tak powstały jej trzy główne redakcje: najkrótsza i najbliższa oryginału; druga, lekko przerobiona i rozbudowana oraz trzecia, obszerna z licznymi przeróbkami, wyraźnie zmieniającymi oryginał, pochodzącymi głównie od Symeona Logotety.
O poczytności dzieła świadczy 27 zachowanych rękopisów. Większość rękopisów zawiera anonimowe uzupełnienie Kroniki, zwane Kontynuacją Jerzego. W X wieku dzieło zostało przetłumaczone na język bułgarski, na przełomie XI i XII wieku na język gruziński. Wywarło znaczny wpływ na powstanie starszej redakcji ruskiego Latopisu helleńskiego i rzymskiego i Powieści dorocznej. W XIII wieku powstało tłumaczenie na język ruski, a w 1386 roku na serbski.